# James Lupton
Pour les articles homonymes, voir Lupton (homonymie).
James Roger Crompton Lupton, baron Lupton, (né le 15 juin 1955) est un ancien président de Greenhill Europe et co-trésorier du Parti conservateur. Il est créé pair de vie prenant le titre de baron Lupton, de Lovington dans le comté de Hampshire le 6 octobre 2015.

## Biographie
Il fait ses études à Sedbergh School et au Lincoln College d'Oxford Il est auparavant vice-président de Baring Brothers jusqu'à la faillite de la banque en 1995.
Lupton est nommé Commandeur de l'Ordre de l'Empire britannique (CBE) lors des honneurs du Nouvel An 2012. Sa fortune est estimée à 130 millions de livres sterling. Il est membre de Brooks et du London Capital Club.